# Tchami
Martin Joseph Léonard Bresso (Paris, 12 de maio de 1985), mais conhecido como Tchami, é um DJ e produtor musical francês.